# Sauliac-sur-Célé
Sauliac-sur-Célé é uma comuna francesa na região administrativa de Occitânia, no departamento de Lot. Estende-se por uma área de 25,13 km². Em 2010 a comuna tinha 124 habitantes (densidade: 4,9 hab./km²).